# Пірометр

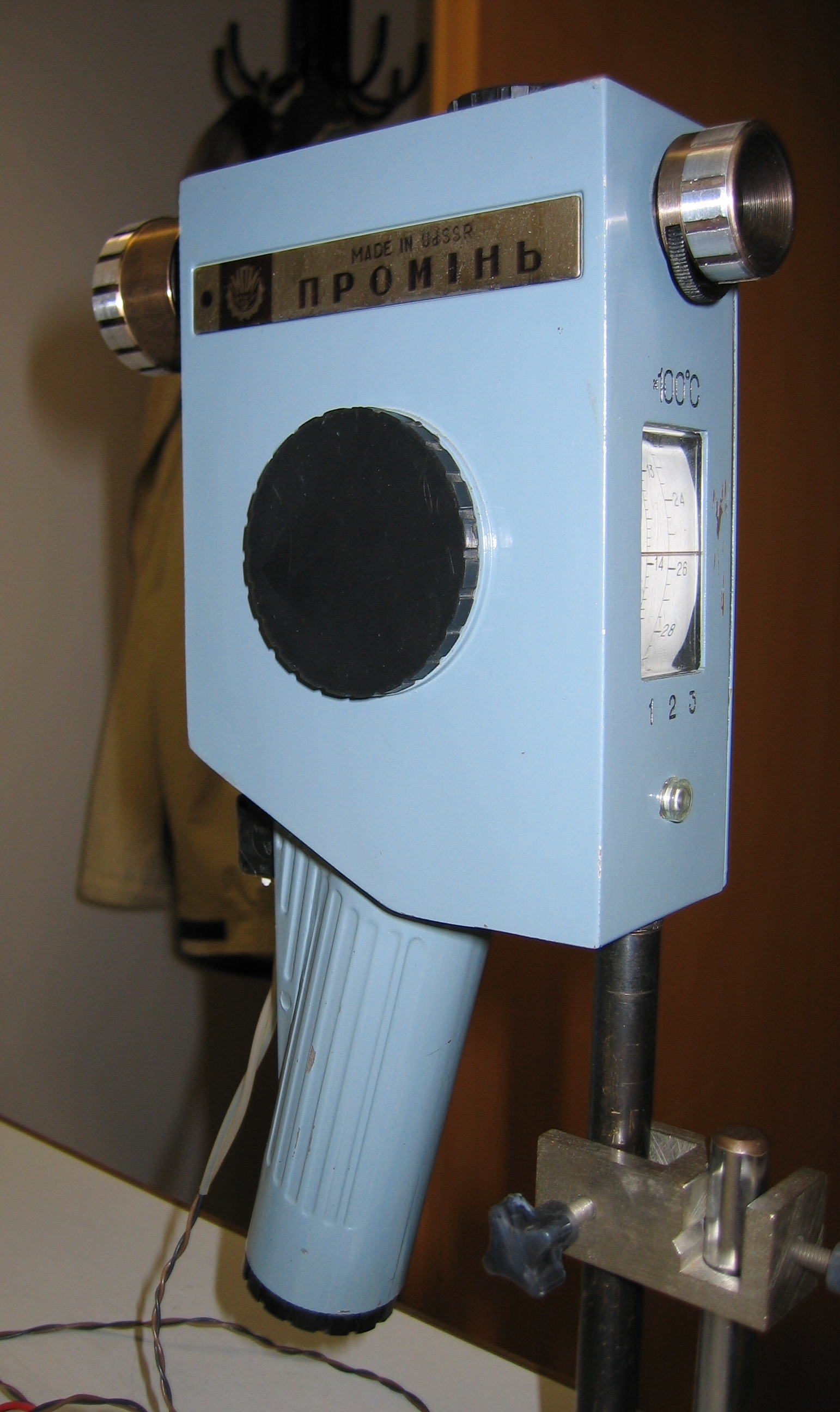
Оптичний пірометр «Промінь»

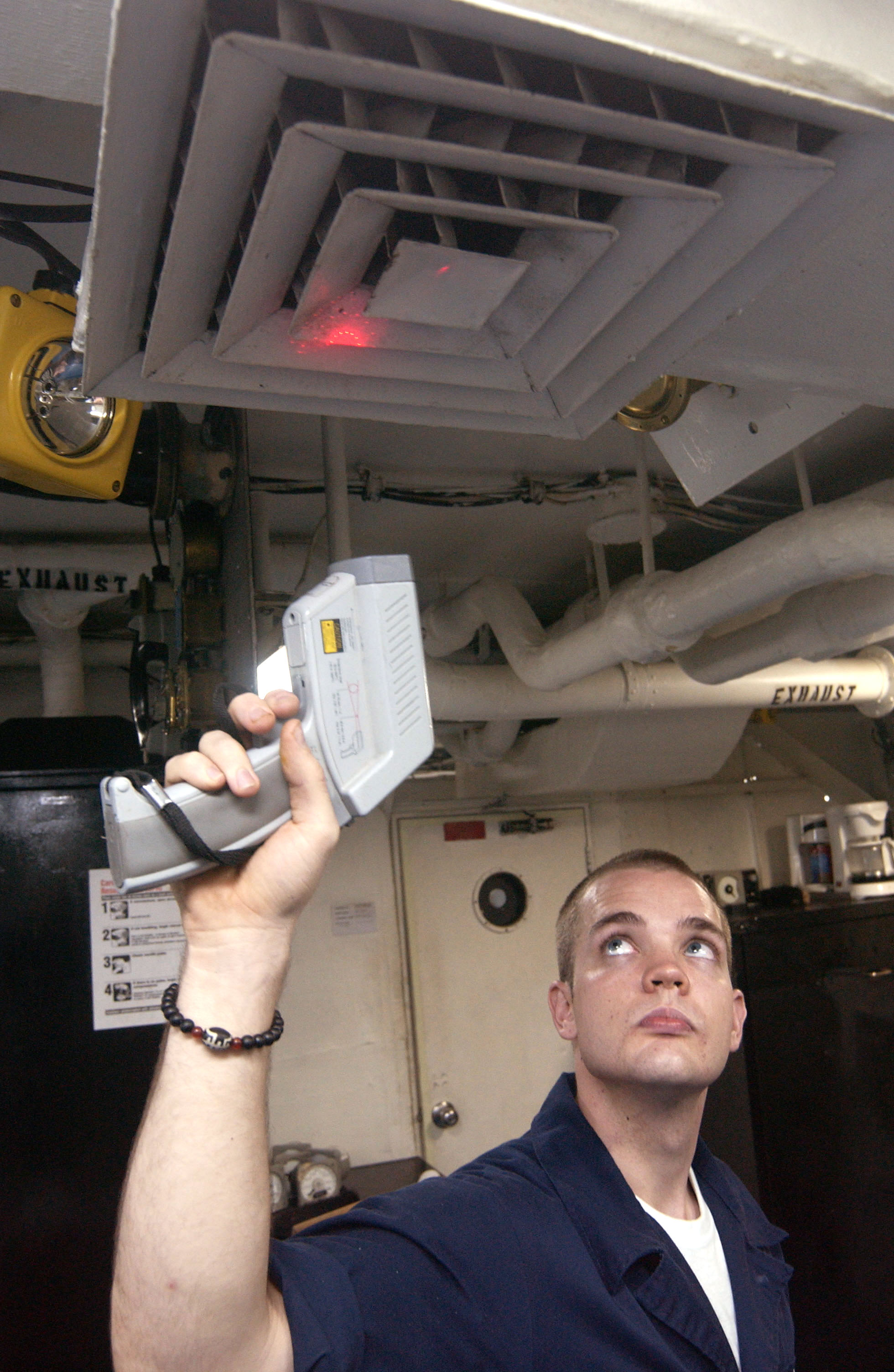
Приклад дії інфрачервоного термометра

Піро́метр (англ. pyrometer, нім. Pyrometer n, Wärmemesser m, Hochtemperaturmesser m) — прилад для безконтактного вимірювання температури непрозорих тіл за їхнім випроміненням в оптичному діапазоні спектра. Принцип дії полягає у вимірюванні значення амплітуди електромагнітного випромінювання тіла.
Тепловий промінь потрапляє на поверхню, відбивається та потрапляє на первинний перетворювач, на виході якого формується пропорційний температурі електричний сигнал.
Оптична роздільність, або показник візування. Це співвідношення діаметра світлової плями та відстані до вимірюваного об'єкта.

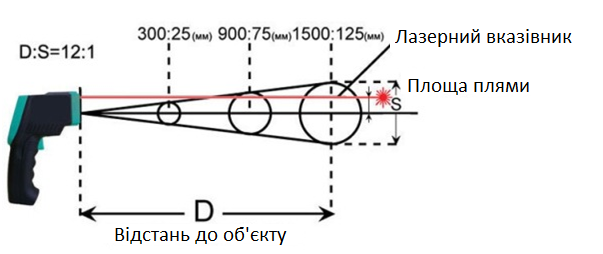
Схема роботи пірометра

Робоча довжина хвилі Діапазон вимірювання температури залежить від довжини хвилі. Пірометри, які вимірюють високі температури, працюють на коротких хвилях. Це пояснюється тим, що зі зростанням температури спектр випромінювання зміщується в бік коротких частот.
Коефіцієнт випромінювання або випромінювальність (випромінювальна здатність)
Прості моделі пірометрів мають фіксований коефіцієнт випромінювання 0,95, оскільки найчастіше вимагається вимірювання температури об'єктів з таким коефіцієнтом. Але в разі вимірюванні температури блискучих та світлих об'єктів коефіцієнт випромінювання може бути змінено для зменшення похибки вимірювання.
Найпоширенішими є оптичні пірометри, де інтенсивність випромінення розжареного тіла зіставляється спостерігачем з яскравістю нитки пірометричної лампи-еталона. Застосовують у металургії, хімії тощо.
Призначення — безконтактне вимірювання і контроль температури поверхонь різних об'єктів за їхнім тепловим випромінюванням.

## Галузі застосування
Безконтактні інфрачервоні вимірювачі температури (пірометри) широко використовують в різноманітних галузях промисловості. До таких можна віднести металургійну промисловість, виробництво пластмас і виробів з них, виробництво скляних виробів, електротехнічну промисловість, харчову промисловість та інші. Основною особливістю інфрачервоних вимірювачів температури є безконтактний метод вимірювання, який дозволяє проводити вимірювання в місцях, недоступних для контактних методів вимірювання.
Контроль температури в технологічних процесах дає змогу підвищити якість продукції, передбачити аварійні ситуації, продовжити термін експлуатації обладнання. Вимірювання температури за допомогою пірометрів уможливлює контролювання технологічного процесу плавлення чавуну, сталі, а також контролювання стану печей, які використовуються у відповідних технологічних процесах, для передбачення аварійних ситуацій. Контроль температури за допомогою пірометрів в процесі виробництва скла, пластмас та виробів з них дозволяє підтримувати заданий температурний режим технологічного процесу, а також контролювати якість продукції в процесі виготовлення.

## Види пірометрів
Для вимірювання температури понад 800 °C застосовують пірометри, принцип дії яких ґрунтується на визначенні інтенсивності проміння, що випускається нагрітими тілами.

### Радіаційні пірометри
Принцип дії радіаційних пірометрів полягає в тому, що потік теплового проміння, що випускається розпеченим тілом, уловлюється та фокусується на теплочутливій частині приладу, яка з'єднана з термопарою.
Він складається з корпуса 6, що має об'єктив 2, який вловлює тепловий потік і скеровує його на теплочутливу частину 1 приладу. Ця частина є хрестоподібною пластиною з платини, покрита платиновою черню. До цієї пластині припаяно чотири гарячого спаю хромель-Копелева термопари, що утворюють термобатареї. Під час нагрівання або охолодження теплочутливих частин нагріваються або охолоджуються також і гарячі спаї цієї термобатареї. Так досягається збільшення електрорушійної сили і, таким чином, підвищується точність приладу.
Під час фокусування приладу слід подбати, щоби розпечене тіло було добре видно і щоби воно закривало все поле зору. Якщо зображення буде більшим або меншим за поле зору, то умови спостереження відрізнятимуться від градуювальних і результат виміряння буде хибним. Чіткість зображення для правильного наведення досягається переміщенням окуляра 8. Щоб оберегти очі спостерігача від яскравого світла, можна користуватися світлофільтром 7, який переміщують за допомогою ручки, розташованої поруч з клемами.
Для вимірювання величини електрорушійної сили, що виникає в термобатареї радіаційного пірометра, користуються або гальванометром, або потенціометром, які повинні бути градуйовані в градусах, за температурою випромінення абсолютно чорного тіла.
Істинну температуру розжареного реального тіла, вимірюваної радіаційним пірометром, визначають внесенням поправок, з урахуванням коефіцієнта чорноти реального тіла, температуру якого вимірюють. Для цього користуються спеціальними таблицями коефіцієнтів чорноти повного випромінювання матеріалів за різних температур, а також таблицями співвідношень між температурою, яка вимірюється радіаційним пірометром, або радіаційною температурою, й істинною температурою, в залежності від коефіцієнта чорноти повного випромінювання.
За допомогою радіаційних пірометрів повного випромінювання можна вимірювати температуру від 900 до 1800°С і навіть до 2000°С.

### Оптичні пірометри
Принцип дії оптичних пірометрів грунтується на зіставленні в монохроматичному світлі яскравості випромінювання досліджуваного розжареного тіла з яскравістю розжарення нитки, інтенсивність випромінювання якої залежно від температури відома.
Схему найпоширенішого оптичного пірометра ОППІР-09 показано на рис. 279. Це переносний прилад, всі частини якого змонтовано в загальному кожусі, або корпусі. Промінь світла, що випускається розжареним тілом, потрапляє в прилад через об'єктив 1, а потім через окуляр 6 в око спостерігача, який зіставляє яскравість світлового потоку тіла з яскравістю нитки 4 температурної лампи 3. Зіставлення здійснюють в монохроматичному світлі, одержуваному за допомогою світлофільтра 5, розташованого за окуляром і проникного для вузької ділянки спектра (зона червоних променів).
Нитка температурної лампи розжарюється від лужного акумулятора, приєднаного до приладу проводами, які проходять через ручку приладу.
Розжарення нитки регулюють реостатом 8, включеним у коло лампи послідовно. Повзунок 9 реостата пересувають за допомогою кільцевої ручки 10. На ручці й на корпусі приладу є рисочки білого кольору, біля яких стоїть позначка «0». Коли рисочки на рукоятці і на корпусі приладу збігаються — коло лампи розімкнуто й акумулятор від'єднано. Сила струму, що подається на лампу, зменшується обертанням ручки за напрямком стрілки на ній.
Температуру визначають за показаннями пірометричного мілівольтметра 7, градуйованого у градусах за напруженням нитки.
Під час вимірювання температури оптичним пірометром ОППІР-09 його притримують за ручку, а об'єктив скеровують на розжарене тіло, попередньо забравши світлофільтр. Пересуваючи окуляр й об'єктив, добиваються чітких зображень нитки температурної лампи і тіла, температуру якого вимірюють. Після цього світлофільтр знову поміщають на своє місце і, повертаючи ручку реостата в бік, протилежний напрямку стрілки, поступово підвищують розжарення нитки до тих пір, поки її верхня частина, добре помітна на тлі розжареного тіла, не зіллється з тлом і не зникне з поля зору.
Коли температура нитки лампи нижча за вимірювану температуру тіла, видно темну лінію на світлому фоні. Якщо ж температура нитки лампи вища за вимірювану, видно світлу лінію на темному тлі. За рівності температур нитка перестає бути видимою.
Оптичний пірометр ОППІР-09 призначений для вимірювання температури від 800 до 2000°С, однак нитка температурної лампи не витримує напруження понад 1400°С. За температури понад зазначену матеріал нитки починає випаровуватися, внаслідок чого характеристика лампи змінюється. Щоб уникнути цього, при вимірюванні температури вище 1400°C для ослаблення світлового потоку розжареного тіла між об'єктивом і температурної лампою поміщають додатковий світлофільтр 2. Таким чином, прилад має два діапазони вимірювань: 800—1400 °C і 1200—2000°С.
З огляду на те, що оптичні пірометри градуюють по випромінюванню абсолютно чорного тіла, для вимірювання температури реальних тіл з різними коефіцієнтами чорноти в показання приладу слід вводити відповідні поправки за спеціальними таблицями.
Крім описаного, маються еталонні оптичні пірометри ОР-48, які мають три діапазони вимірювань: до 1400°С, до 3000°С. Оптичний пірометр ЕОП-1 має п'ять діапазонів — від 1400 до 6000°С, з похибкою вимірювання 0,05 % при 1063°С, 0,2 % при 3000°С і 1 % при 6000°С.
До приладів завжди додаються інструкції, що містять опис приладу, правила його використання, а також правила зарядки акумуляторів. У паспорті приладу вказується його характеристика, дані про його градуюванні свідоцтво про його придатності для роботи. Як все точні прилади, оптичні пірометри слід періодично перевіряти.

### Фотоелектричні пірометри
Для безперервного і безконтактного вимірювання і запису температури нерухомих і рухомих тіл застосовують фотоелектричний пірометр ФЕП-4*. При його допомозі можна вимірювати температури від 500 до 4000°С. Прилад випускається як одношкальний з граничною температурою вимірювання 2000°С, так і двошкальний — з межею вимірювання до 4000°С. Основна похибка показників пірометра не перевищує ± 1 % для приладів з верхнім межею вимірювання понад 2000°С.
Вторинним приладом цього пірометра служить швидкодіючий показує і записуючий електронний потенціометр БП-5164 з прямолінійною шкалою і стрічкової діаграмою. Час встановлення показань потенціометра не перевищує 1 сек.
Зображення візуються поверхні фокусується лінзою 2 на отворі 4 в утримувачі світлофільтру 7, встановленого перед фотоелементом 5. Діафрагма 3 і отвір 4 обмежують світловий потік, падаючий на фотоелемент. Якщо зображення нагрітої поверхні повністю перекриває отвір 4, величина світлового потоку, падаючого на катод фотоелемента, залежить від яскравості візуються поверхні і, отже, від її температури. Через отвір 6 в тому ж утримувачі світлофільтру на фотоелемент падає світловий потік від лампи розжарювання 10 (лампа зворотного зв'язку), що живиться струмом вихідного каскаду електронного підсилювача 9. За допомогою цієї лампи в приладі здійснюється зворотний зв'язок по світловому потоку. Світлові потоки від візуються тіла і від лампи 10 модулюються з частотою 50 гц в протифазі. Завдяки цьому через фотоелемент тече струм, змінна складова якого пропорційна різниці інтенсивностей цих потоків. Змінна складова фотоструму підсилюється підсилювачем 8 і випрямляється фазовим детектором (на малюнку не показаний). Випрямлена напруга надходить на сітку вихідного каскаду підсилювача 9.
Інтенсивності світлового потоку лампи зворотного зв'язку і потоку візуються тіла дещо відрізняються один від одного, проте завдяки великому коефіцієнту посилення системи різниця між ними невелика. При збільшенні цієї різниці струм в ланцюзі лампи зворотного зв'язку досить швидко змінюється, і різниця знову зменшується. Таким чином, струм лампи зворотного зв'язку, пов'язаний з інтенсивністю її світлового потоку, з достатньою точністю характеризує яскравість і температуру візуються тіла.
Пірометр ФП-3 призначений для вимірювання та автоматичного регулювання яркостной температури металів в процесі їх термічної обробки. У цьому пірометрі здійснюється безпосереднє вимірювання сигналу на виході ПІ, для якого використаний киснево-цезієвий фотоелемент, що сприймає випромінювання в спектральному інтервалі 0,5 мкм в районі довжини хвилі 1 мкм. Сигнал з фотоелемента підсилюється двох-каскадним підсилювачем, до виходу якого підключені показує прилад і реле. Контакти реле, що спрацьовує при заданій температурі, управляють ланцюгами нагріву контрольованого об'єкта. Прилад вимірює температуру в діапазоні від 760 до 1300 °С з похибкою від plusmn; 18 до plusmn; 26 °С. Потужність, споживана пірометром, 70 Вт
Пірометр ФЕП-4 застосовують для вимірювання і запису яркостной температури нерухомих і рухомих об'єктів. в приладі використаний компенсаційний метод вимірювання (рис. 2,2, а).
Випромінювання візуються поверхні 1 фокусується лінзою 2 на отвір 7 в тримачі оптичного фільтра 5, встановленого перед ПІ 6. Діафрагма 3 служить для обмеження променевого потоку. У пірометрі з нижньою межею вимірювання менше 800 С як ПІ застосований такий же фотоелемент, як і в пірометрі ФП-3, що працює в інфрачервоному діапазоні. Якщо пірометр ФЕП-4 призначений для вимірювання температур з нижньою межею понад 800 °С, в ньому використовують сурмяно-цезієвий фотоелемент, який сприймає випромінювання у видимому діапазоні спектра.
Через отвір 8 в тримачі на фотоелемент потрапляє випромінювання від лампи розжарювання 17. Випромінювання візуються поверхні і цієї лампи модулюються в протифазі з частотою 50 Гц за допомогою вібруючої заслінки 9. Вібратор складається з магніту 12, якоря 11 і обмотки збудження 10, в яку надходить змінний струм з частотою 50 Гц. Якщо променисті потоки, що падають на ПІ від поверхні 1 і лампи 17, не однакові, то на виході фотоелемента з'являється змінна складова з частотою 50 Гц, величина якої пропорційна різниці цих потоків. Змінна складова посилюється підсилювачем 13 і випрямляється фазочуттєві випрямлячем 14, Апселе чого подається через калібрований резистор 16 на лампу розжарювання 17.
Якщо променистий потік від лампи менше, ніж від візуються поверхні, то сила струму в лампі збільшується до тих пір, поки різниця потоків не зменшується до мінімуму. Якщо ж потік від лампи більше потоку від об'єкта вимірювання, сила струму в лампі зменшується. Таким чином, сила струму, що протікає через лампу 17, однозначно пов'язана з її променистим потоком, променистим потоком від об'єкта вимірювання та його температурою. Тому електронний Потенціометр 15, що вимірює падіння напруги на резисторі 16, може бути відградуйованих одиницях яркостной температури. Наведення пірометра на об'єкт вимірювання здійснюється за допомогою окуляра 4.
Конструктивно пірометр ФЕП-4 складається з п'яти окремих блоків: візирної головки (в якій розміщуються оптична система, ПІ, попередній підсилювач, лампа розжарювання і вібратор), силового блоку (тут Знаходяться фазочуттєві випрямляч, калібрований резистор, силовий трансформатор), стабілізатора напруги С- 0,09, електронного потенціометра БП-Б16 і розділового трансформатора Т-74.